# Пикинёрные полки

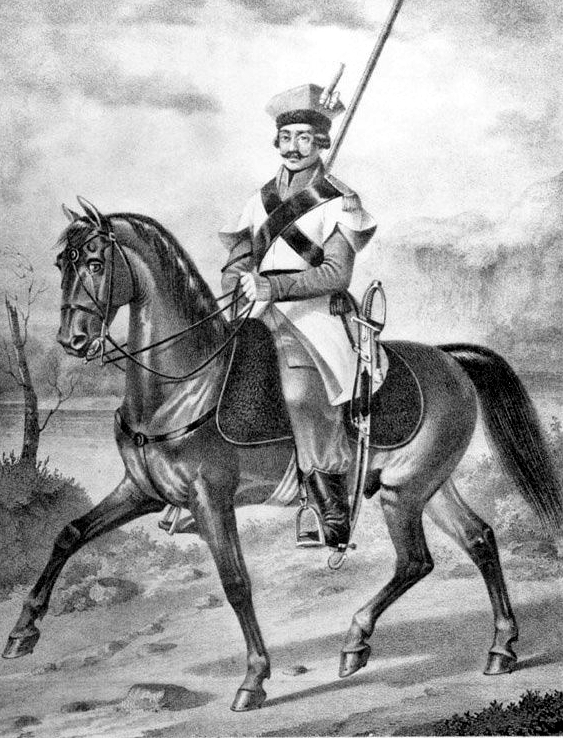
Рядовой Екатеринославского пикинёрного полка.

Пикинёрные полки — полки лёгкой кавалерии армии России, существовавшие с 1764 года по 1783 год, на территории Новороссийской губернии и занимавшиеся охраной её границ от нападения турок (османов), перекопских и крымских татар; также нерегулярные военно-поселенческие полки в украинском казацком войске.
Полки образованы после ликвидации военно-земледельческих поселений (военных поселенцев) Новой Сербии и Славяно-Сербии (поселенные гусарские полки), а также  полкового устройства на Украинах из охочих служивых людей, части черкасов Миргородского и Полтавского полков.

## Образование
В 1764 году из сербов, венгерцев, валахов, молдаван и других пандуров и запорожских черкас, проживавших в Славяносербии и Новой Сербии, были образованы четыре пикинёрных полка:
- Донецкий (с 1776 года переименован в Екатеринославский[2]), из полков Прерадовича и Шевича;
- Днепровский[2][3], из полков Прерадовича и Шевича;
- Елисаветградский[4], из Новосербских рот — шанцев-поселений;
- Луганский[5].

Каждый полк состоял из 20 поселённых рот, в случае военных действий он должен был выставить 8 полностью оснащённых и снабжённых эскадронов. На вооружении пикинёров полка состояли карабины, сабли и пики (по последнему оружию полки и получили своё название). Все служившие в полку платили налоги и исполняли государственные обязанности, как и все прочие военные поселенцы.
Пикинёры принимали активное участие по охране от набегов и захвата пленных для продажи в рабство поселенцев Новороссии, в обороне поселений, в 1769 году приняли участие в военных действиях против Османской империи в Тавриде.

## Реформа 1776 года
В 1776 году после расформирования Полтавского полка и упразднения вольницы Запорожской Сечи в состав пикинёров были включены Полтавский и Херсонский. В том же году была утверждена новая форма одежды пикинёров: верхний кафтан из белого сукна с воротником полкового цвета, нижний полукафтан полкового цвета, цветные шаровары, кушак, низкие чёрные сапоги и четырёхугольная шапка из цветного сукна с чёрной смушкой.
Полковые цвета приборного сукна распределялись следующим образом:
- Донецкий — голубой;
- Днепровский — зелёный;
- Елисаветградский — малиновый;
- Луганский — жёлтый;
- Полтавский — оранжевый;
- Херсонский — чёрный.

По новому штату полки состояли из штаба и 6 эскадронов.

## Реформа 1783 года
После присоединения Крыма (Крымское ханство) к России в 1783 году пикинёрные полки были ликвидированы. А на их основе были созданы три регулярных легкоконных полка: Мариупольский (из Полтавского и Луганского), Павлоградский (из Днепровского и Екатеринославского) и Елисаветградский (из Херсонского и Елисаветградского).